# Czamaninek
Czamaninek – wieś w Polsce położona w województwie kujawsko-pomorskim, w powiecie radziejowskim, w gminie Topólka.

## Podział administracyjny
W latach 1975–1998 miejscowość administracyjnie należała do województwa włocławskiego. Wieś sołecka – zobacz jednostki pomocnicze gminy Topólka w BIP.

## Demografia
Według Narodowego Spisu Powszechnego (III 2011 r.) liczyła 291 mieszkańców. Jest trzecią co do wielkości miejscowością gminy Topólka.